# Deutsche Sauce

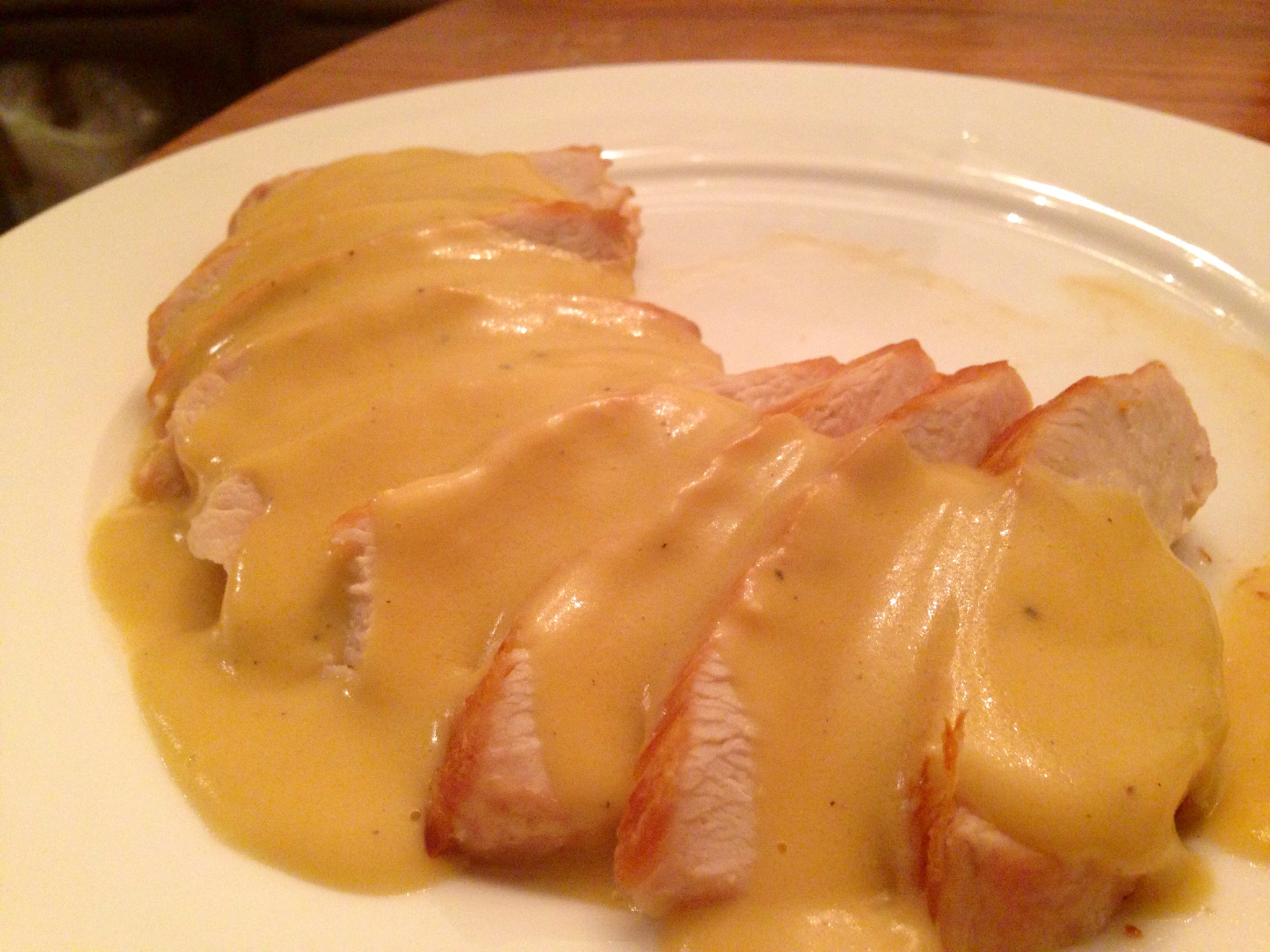
Hühnchen mit Deutscher Sauce

Deutsche Sauce (fr. Sauce allemande) ist eine verfeinerte weiße Grundsauce der klassischen Küche. 
Zur Zubereitung wird zunächst etwas Champignon- und Kalbsfond mit Dotter vom Hühnerei schaumig gerührt und dann mit heißer, aber nicht mehr kochender Kalbsvelouté verschlagen. Anschließend wird Sahne untergerührt und mit etwas Zitronensaft, weißem Pfeffer und eventuell Muskatnuss gewürzt.
Serviert wird deutsche Sauce zu hellem, gedünstetem Fleisch wie Geflügel, Kalb- oder Lammfleisch.

## Ableitungen
Die deutsche Sauce bildet die Basis für weitere Ableitungen:
- Currysauce (Sauce au curry)
- Kapernsauce (Sauce aux câpres)
- Senfsauce (Sauce moutarde)
- weiße Kräutersauce (Sauce aux fines herbes)
- weiße Champignonsauce (Sauce aux champignons de Paris)
- Meerrettichsauce (Sauce raifort).[1]